# IC 535
IC 535 је елиптична галаксија у сазвјежђу Хидра која се налази на листи објеката дубоког неба у Индекс каталогу.
Деклинација објекта је - 1° 2' 24" а ректасцензија 9h 22m 16,2s. Привидна величина (магнитуда) објекта IC 535 износи 14,2 а фотографска магнитуда 15,2. IC 535 је још познат и под ознакама CGCG 6-34, NPM1G -00.0239, PGC 26524.